# Kaliumjodid

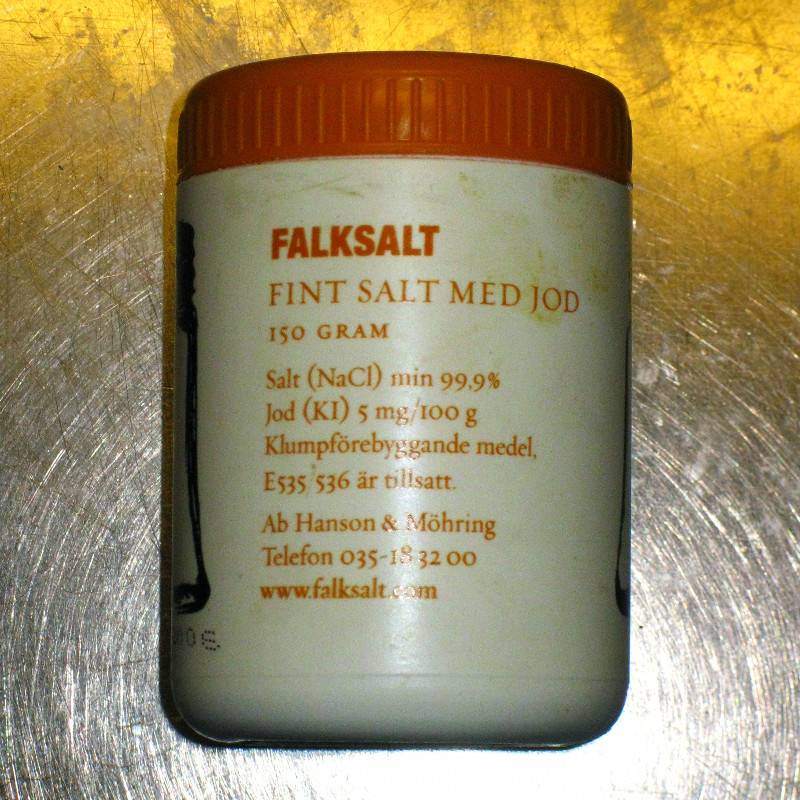
Salt (NaCl) med tillsatt jod i form av kaliumjodid (KI).

Kaliumjodid, eller jodkalium, är en jonförening av kalium och jod med formeln KI, bestående av vita eller färglösa, kubiska luftbeständiga kristaller med saltartad, något bitter smak. Det är lösligt i vatten, sprit och glycerin.

## Framställning
Kaliumjodid framställs av jod och kaliumhydroxid i vattenlösning, varvid en blandning av jodkalium och jodsyrat kalium bildas. Genom glödgning i närvaro av kol reduceras jodsyrat kalium till jodkalium. Genom lösning i vatten av glödgningsresterna erhålls en vattenlösning av kaliumjodid. Lösningen indunstas till kristallisation.
Kaliumjodid tillverkas industriellt genom att lösa jod i kalilut (KOH). 
{\displaystyle {\rm {3\ I_{2}+6\ KOH\rightarrow 5\ KI+KIO_{3}+3\ H_{2}O}}}

## Användning
Inom fotografisk teknik används kaliumjodid för att framställa silverjodid.
{\displaystyle {\rm {KI+AgNO_{3}\rightarrow AgI+KNO_{3}}}}
I Sverige tillsätts kaliumjodid i koksalt för matlagning, i syfte att utgöra en extra jodkälla. 
Kaliumjodid har använts inom medicinen som slemlösande medel vid luftrörskatarr, för behandling av struma, astma, åderförkalkning med mera.
För användning i livsmedel eller medicin måste ämnet genomgå en rad prov som visar frihet från föroreningar.